# Боровенська волость (Ковельський повіт)
Боровенська волость — історична адміністративно-територіальна одиниця Ковельського повіту Волинської губернії Російської імперії. Волосний центр — село Боровне.
Станом на 1885 рік складалася з 20 поселень, 10 сільських громад. Населення — 6081 особа (3028 чоловічої статі та 3053 — жіночої), 830 дворових господарств.
|                     | Площа, десятин | У тому числі орної, дес. |
| ------------------- | -------------- | ------------------------ |
| Сільських громад    | 14787          | 6581                     |
| Приватної власності | 11945          | 2017                     |
| Казенної власності  | —              | —                        |
| Іншої власності     | 403            | 188                      |
| Загалом             | 27135          | 8786                     |

Основні поселення волості:
- Боровне — колишнє власницьке село при річці Стохід за 60 верст від повітового міста, 610 осіб, 91 двір, постоялий будинок.
- Великий Обзир — колишнє власницьке село при річці Стохід, 797 осіб, 116 дворів, православна церква, постоялий будинок.
- Верхи — колишнє власницьке село, 698 осіб, 103 двори, православна церква, постоялий будинок.
- Набруска — колишнє власницьке село, 410 осіб, 58 дворів, костел, постоялий будинок.
- Стобихва — колишнє власницьке містечко при річці Стохід, 561 особа, 86 дворів, православна церква, єврейський молитовний будинок, 3 постоялих будинки, 4 лавки, 3 ярмарки.
- Яйне — колишнє власницьке село, 777 осіб, 111 дворів, православна церква, постоялий будинок.